# Zschokkea bruzelii
Zschokkea bruzelii är en kvalsterart som beskrevs av Lundblad. Zschokkea bruzelii ingår i släktet Zschokkea och familjen Thyasidae. Inga underarter finns listade i Catalogue of Life.